# Мирная конференция на набережной Орсе
«Мирная конференция на набережной Орсе» (англ. A Peace Conference at the Quai d'Orsay) — картина ирландского художника Уильяма Орпена, написанная им в 1919 году. Посвящена Парижской мирной конференции, положившей конец Первой мировой войне. В настоящее время картина находится в коллекции Имперского военного музея в Ламбете (Лондон, Великобритания).

## Контекст

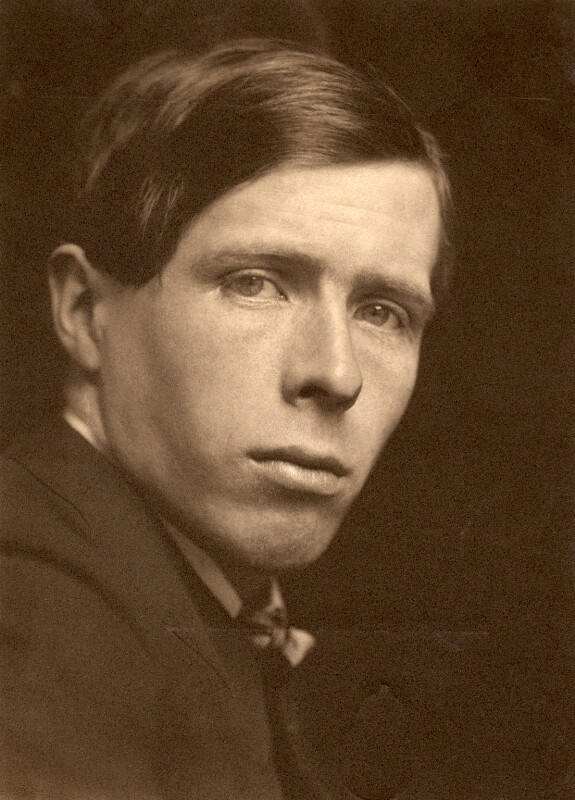
Уильям Орпен, фотография

Ирландский художник Уильям Орпен (1878—1931) родился в Дублине. Будучи вундеркиндом, он уже в возрасте 12 лет окончил школу искусств Метрополитен, а затем уехал в Лондон для учёбы в школе изящных искусств Слейда у Генри Тонкса. Испытав влияние Шардена, Хогарта и Ватто, и особенно Рембрандта, Орпен стал успешным и известным портретистом, регулярно выставлявшимся в Королевской академии. После начала восстания 1916 года, художник Шон Китинг, протеже и ученик Орпена, попросил его вернуться на родину для начала работ по возрождению ирландского изобразительного искусства, однако тот предпочёл остаться верным империи и не уехал из Англии. Однако вскоре Орпен был призван в Королевский армейский служебный корпус, после чего в звании генерал-майора стал одним из первых военных художников, отправившихся в 1917 году на Западный фронт. Детальное документирование трагической жизни рядовых солдат в боях, госпиталях и лагерях без всякой фальши и приукрашивания чрезвычайно обогатили художественный талант Орпена. Сам он оставался во Франции дольше всех остальных военных художников, и впоследствии писал, что «никогда не был так занят в моей жизни». В 1918 году выставка 125 работ Орпена на военные темы была провезена по Великобритании и США, и даже была удостоена посещения королевой Марией, а сам художник был посвящён в рыцари. После этого, при поддержке премьер-министра Великобритании Дэвида Ллойда Джорджа он получил дополнительный заказ от Министерства информации на написание трёх картин, на которых нужно было изобразить дипломатов, политических и военных деятелей, ставших делегатами на Парижской мирной конференции 1919 года. Жёсткие переговоры позволили победившим нациям-союзникам оформить окончание Первой мировой войны, пропорционально распределить вину за финансовый и материальный ущерб, нанесённый побеждёнными сторонами, решить вопрос о репарациях Германии. Конференция, проходившая в сложных условиях, виделась как реакция на общественное мнение о необходимости репараций, которое нужно было совместить со степенью готовности и способности Германии к этим выплатам. Помимо этого, на переговорах были рассмотрены и более широкие вопросы, такие как создание Лиги Наций и образование новых национальных государств.

## Композиция

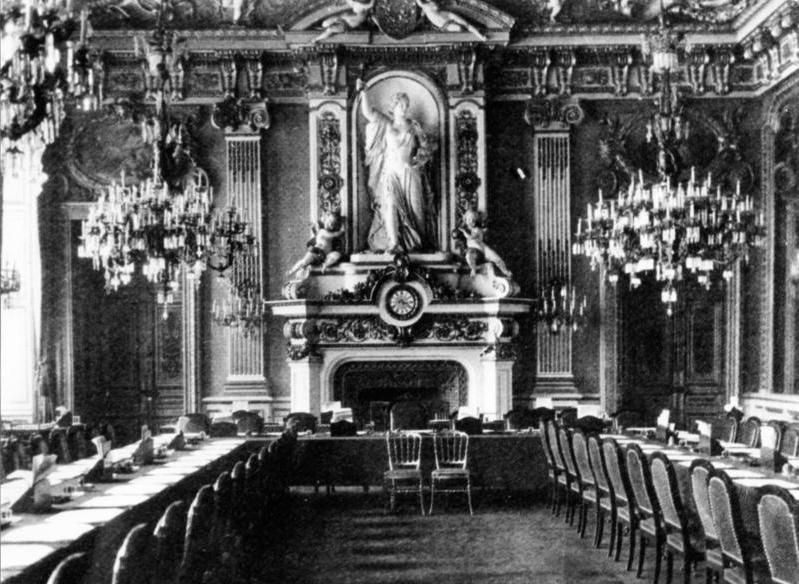
Зал с часами, 1919 год

Картина написана маслом на холсте, а её размеры составляют 124,4 × 101,9 см.
Делегаты Парижской конференции изображены сидящими и стоящими вокруг стола в Зале с часами в здании министерства иностранных дел Франции на набережной Орсе, где Вудро Вильсон обнародовал проект устава Лиги Наций. Среди членов «Совета десяти», включавшего в себя министров иностранных дел и лидеров пяти великих держав, можно выделить сидящую в центре «Большую четверку» — Вудро Вильсон, Дэвид Ллойд Джордж, Жорж Клемансо и Витторио Эмануэле Орландо. Считая, что все их старания по достижению мира обернулись фарсом, Орпен специально выбрал вертикальный формат полотна, на фоне которого политики выглядят карликами и практически теряются в богато украшенной комнате с высокими потолками, позолоченными люстрами и камином со статуей богини Победы в окружении херувимов.
Слева направо, сидящие:
- Витторио Эмануэле Орландо — премьер-министр Италии;
- Роберт Лансинг — государственный секретарь США;
- Вудро Вильсон — президент США;
- Жорж Клемансо — премьер-министр Франции;
- Дэвид Ллойд Джордж — премьер-министр Великобритании;
- Эндрю Бонар Лоу — лорд-хранитель Малой печати, будущий премьер-министр Великобритании;
- Артур Бальфур — министр иностранных дел, бывший премьер-министр Великобритании.

Слева направо, стоящие:
- Поль Иманс — министр иностранных дел Бельгии;
- Элефтериос Венизелос — премьер-министр Греции;
- Эмир Фейсал — сирийский делегат, будущий король Сирии[англ.] и Ирака;
- Уильям Мэсси — премьер-министр Новой Зеландии;
- Генерал Ян Смэтс — премьер-министр Южной Африки;
- Эдвард Хауз — советник президента США;
- Генерал Луис Бота — бывший премьер-министр Южной Африки;
- Сайондзи Киммоти — советник императора Японии, бывший премьер-министр Японии;
- Уильям Хьюз — премьер-министр Австралии;
- Роберт Борден — премьер-министр Канады;
- Джордж Барнс — министр без портфеля, лидер лейбористов[англ.];
- Игнаций Падеревский — министр иностранных дел Польши.

## История и судьба

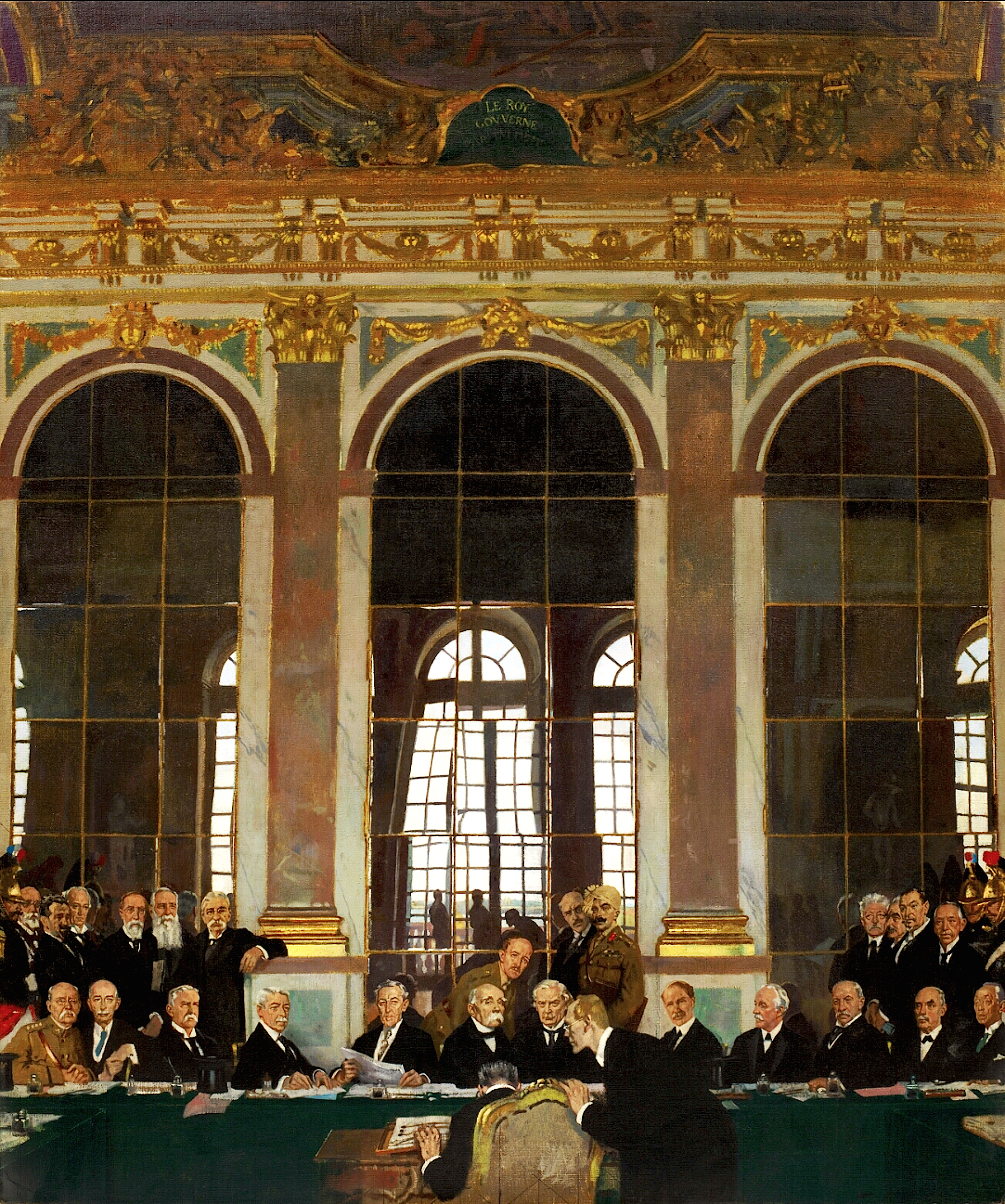
«Подписание мира в Зеркальном зале»

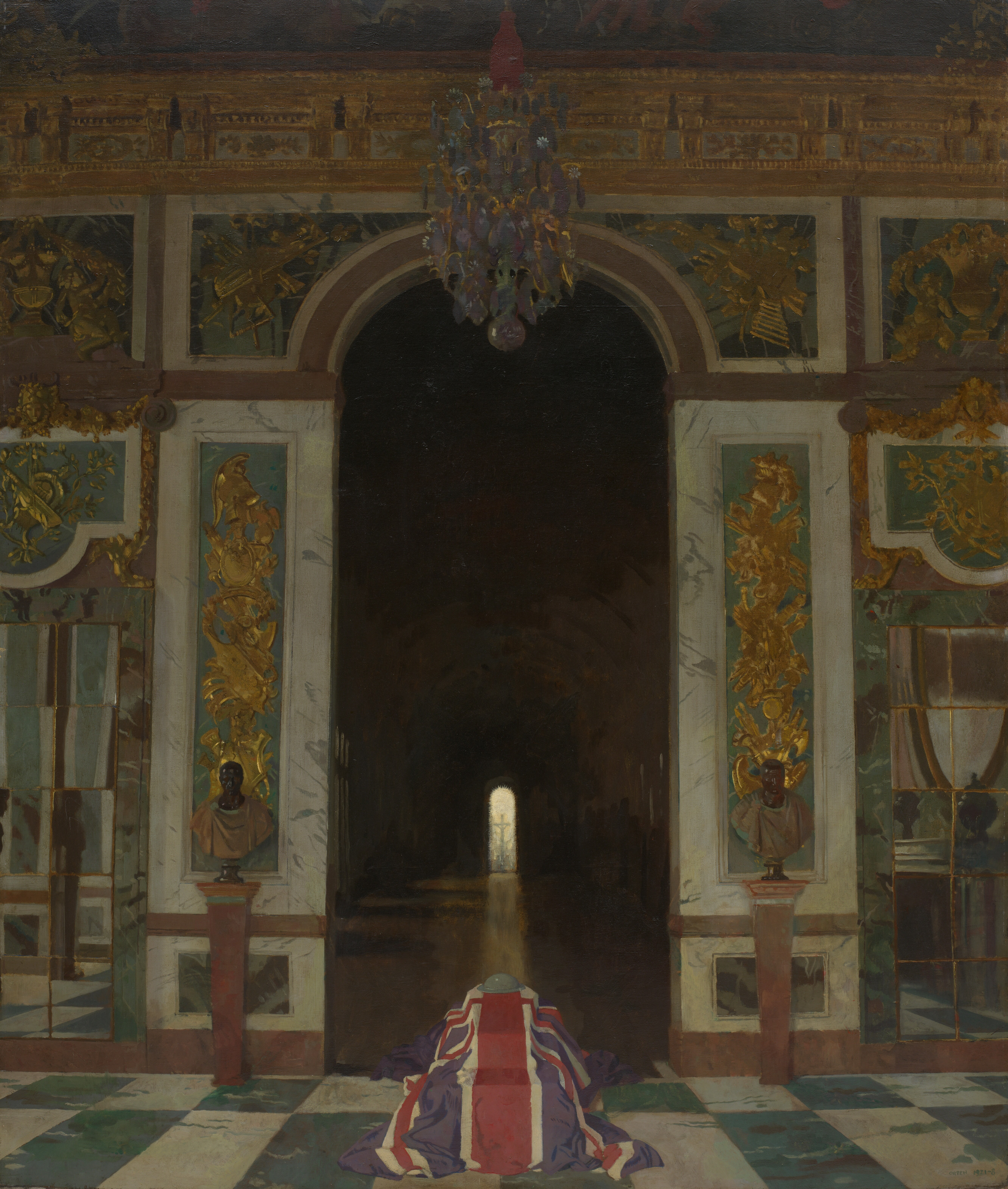
«Неизвестному британскому солдату во Франции»

За заказ Орпену было выплачено 3 тысячи фунтов стерлингов, рекордная по временам войны сумма за произведение искусства, тогда как Джон Сингер Сарджент за одну свою картину «Отравленные газами» получил всего лишь 300 фунтов. Данное полотно под названием «Мирная конференция на набережной Орсе» было написано Орпеном в 1919 году. Вторая его картина под названием «Подписание мира в Зеркальном зале» отличается таким же презрением художника к собравшимся политикам, незначительным и мелким фигурам на фоне довольно экстравагантной дворцовой архитектуры.
Окончательно разочаровавшись в идеях конференции из-за позёрства делегатов, Орпен стёр красочный слой с уже готовой третьей картины, и сменил тему в качестве демонстрации растущей пропасти между официальным и общественными отношением к наследию войны, посвятив новую работу «Неизвестному британскому солдату во Франции». В настоящее время картина «Мирная конференция на набережной Орсе» находится в коллекции Имперского военного музея в Ламбете (Лондон, Великобритания). Примечательно, что на стене выставочного зала между работами Орпена «Подписание мира в Зеркальном зале» и «Мирная конференция на набережной Орсе» висят именно «Отравленные газом» Сарджента.